# Goldfinger (álbum)
Goldfinger é o álbum de estreia da banda Goldfinger, lançado em 1996. O álbum fez sucesso nas rádios estudantis. O single deste álbum é a música "Here In Your Bedroom", que alcançou a quarta posição na parada Modern Rock Tracks.
Os sopros no álbum foram tocados por membros de outras bandas de ska punk, incluindo o trombonista Dan Regan e o trompetista Scott Klopfenstein do Reel Big Fish e o saxofonista Efren Santana do Hepcat. Paul Hampton dos The Skeletones tocou teclado no álbum e aparece no vídeo de "Here in Your Bedroom". A capa do álbum foi desenhada por Alan Forbes e mostra uma "grande deusa do sexo alienígena perseguindo esse hominho, estilo anos 50".
Embora Goldfinger seja um disco reconhecido na comunidade ska punk, o líder do grupo, John Feldmann, rejeita o rótulo para o disco.

## Música e informações das faixas
Goldfinger foi gravado no estúdio de Hans Zimmer na época em que estava gravando O Rei Leão 2: O Reino de Simba. No aniversário de 20 anos do álbum, John comentou a música dele:
| “ | Tem definitivamente uma energia pra esse disco. Ele soa diferente dos álbuns contemporâneos. Eu ouço ...And Out Come the Wolves (do Rancid) e Dookie (do Green Day) e aqueles discos têm produtores apropriados. Rob Cavallo era um produtor apropriado. Jerry Finn (do Blink-182 era um produtor apropriado. Eu ouço os discos nossos que eu produzi e tem essa energia não-confinada que é bem legal. O jeito que fizemos o disco foi tão ineficiente e não-profissional que funcionou. Eu cantei com uma voz não-autêntica. Eu me tornei um cantor mesmo lá pelo terceiro álbum. No primeiro disco eu estava zapeando em algum lugar entre Joe Strummer (do The Clash), Tim Armstrong (do Rancid), um pouco de Exploited, um pouco de sotaque inglês forçado mas há algo bem inocente nisso. Na época eu estava vendendo sapatos. Eu era um garoto desesperado tentando não viver de aluguel. | ” |

A faixa de abertura "Mind's Eye" foi a primeira que John escreveu para a banda. Ao comentar o feedback ouvido nos primeiros segundos da faixa, ele disse: "Nós gravamos o álbum em fita. Foi tudo super experimental—'Bem e se nós tivermos um feedback rolando, nós apertamos 'gravar' e começamos a tocar de modo que a fita começa com nada.'". "Anything" foi escrita quando John tinha 17 anos.
"Here in Your Bedroom" foi escrita com base na vivência de John com uma namorada da época. A faixa também foi inspirada por sua irmã, que o visitou um dia depois de uma noite com a moça. No aniversário de 20 anos do álbum, John a considerou sua peça favorita do disco.

## Faixas
1. "Mind's Eye" Olho da Mente - 2:09
2. "Stay" Fique - 2:21
3. "Here in Your Bedroom" Aqui no Seu Quarto - 3:10
4. "Only a Day" Só um Dia - 2:15
5. "King for a Day" Rei por um Dia - 3:43
6. "Anxiety" Ansiedade - 2:21
7. "Answers" Respostas - 2:00
8. "Anything" Qualquer Coisa - 2:45
9. "Mable" - 2:19
10. "The City With Two Faces" A Cidade com Duas Caras - 1:46
11. "My Girlfriend's Shower Sucks" O Chuveiro da Minha Namorada É uma Droga - 1:07
12. "Miles Away" A Milhas de Distância - 1:54
13. "Nothing to Prove" Nada a Provar - 2:31
14. "Pictures" Fotos - 2:20
15. "Untitled" Sem Título - 2:31
16. "Fuck You and Your Cat" Foda-se Você e Seu Gato - 1:19

## Integrantes
- John Feldmann - vocal, guitarra
- Charlie Paulson - gibson, fender, camel
- Dangerous Darrin Pfeiffer - bateria, vocais
- Simon Williams - baixo, vocais